# Evanston (Wyoming)
Evanston ist City und County Seat im Uinta County im US-Bundesstaat Wyoming. Das U.S. Census Bureau hat bei der Volkszählung 2020 eine Einwohnerzahl von 11.747 ermittelt.

## Geographie

### Geografische Lage
Evanston liegt unweit des Interstate 80 bei 41° 16′ N, 110° 58′ W in einer Höhe von 2057 m über dem Meeresspiegel. Evanston hat eine Fläche von 26,7 km², wovon 26,5 km² auf Land und 0,1 km² (= 0,39 %) auf Wasser entfallen.

### Bevölkerung
Beim United States Census 2000 hatte der Ort 11.507 Einwohner. Die Bevölkerungsdichte betrug 433,9 Personen pro km². Es gab 4665 Wohneinheiten, durchschnittlich 175,9 pro km². Die Bevölkerung bestand zu 92,29 % aus Weißen, 0,16 % Schwarzen oder African American, 1,06 % Native American, 0,40 % Asian, 0,08 % Pacific Islander, 4,15 % gaben an, anderen Rassen anzugehören und 1,87 % nannten zwei oder mehr Rassen. 7,29 % der Bevölkerung erklärten, Hispanos oder Latinos jeglicher Rasse zu sein.
Die Bewohner der Stadt verteilten sich auf 4058 Haushalte, von denen in 44,8 % Kinder unter 18 Jahren lebten. 56,3 % der Haushalte stellen Verheiratete, 11,7 % hatten einen weiblichen Haushaltsvorstand ohne Ehemann und 27,6 % bildeten keine Familien. 23,4 % der Haushalte bestanden aus Einzelpersonen und in 6,0 % aller Haushalte lebte jemand im Alter von 65 Jahren oder mehr alleine. Die durchschnittliche Haushaltsgröße betrug 2,77 und die durchschnittliche Familiengröße war 3,30 Personen.
Die Stadtbevölkerung verteilte sich auf 33,4 % Minderjährige, 9,4 % 18–24-Jährige, 30,1 % 25–44-Jährige, 20,0 % 45–64-Jährige und 7,2 % im Alter von 65 Jahren oder mehr. Das Durchschnittsalter betrug 31 Jahre. Auf jeweils 100 Frauen entfielen 101,2 Männer. Bei den über 18-Jährigen entfielen auf 100 Frauen 97,4 Männer.
Das mittlere Haushaltseinkommen betrug 42.019 US-Dollar und das mittlere Familieneinkommen erreichte die Höhe von 47.220 US-Dollar. Das Durchschnittseinkommen der Männer betrug 35.843 US-Dollar, gegenüber 21.710 US-Dollar bei den Frauen. Das Pro-Kopf-Einkommen in Wilkes-Barre war 16.725 US-Dollar. 11,7 % der Bevölkerung und 9,1 % aller Familien hatten ein Einkommen unterhalb der Armutsgrenze, davon waren 14,5 % der Minderjährigen und 5,4 % der Altersgruppe 65 Jahre und mehr betroffen.

## Geschichte

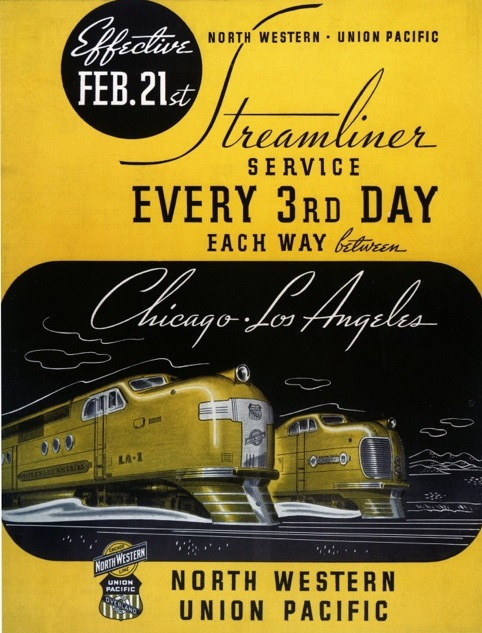
Werbeplakat von 1938 für den City of Los Angeles, der durch Evanston fuhr.

Die Stadt entstand an einem Bahnhof der ersten transkontinentalen Eisenbahnstrecke Nordamerikas der Union Pacific Railroad. Hier befindet sich der einzige erhaltene Ringlokschuppen der Strecke.
Nach dem Rock-Springs-Massaker am 2. September 1885 suchten chinesische Minenarbeiter hier Zuflucht.
Am 12. November 1951 ereignete sich bei Evanston ein schwerer Eisenbahnunfall: Zwei ostwärts fahrende Fernzüge, ein City of Los Angeles und ein City of San Francisco, kollidierten in einem Schneesturm. 26 Menschen starben, 200 wurden darüber hinaus verletzt.

## Söhne und Töchter der Stadt
- Dana Perino (* 1972), Sprecherin des Weißen Hauses unter der Regierung von Präsident George W. Bush

## Sport
Das Viererbobteam von Jamaika hat hier gewöhnlich sein Trainingslager.